# Benjamin T. Frederick

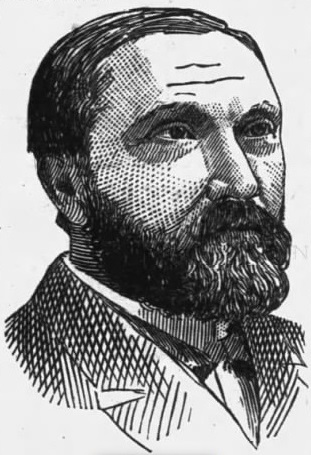
Benjamin T. Frederick (1886)

Benjamin Todd Frederick (* 5. Oktober 1834 in Fredericktown, Columbiana County, Ohio; † 3. November 1903 in San Diego, Kalifornien) war ein US-amerikanischer Politiker. Von 1885 bis 1887 vertrat er den Bundesstaat Iowa im US-Repräsentantenhaus.

## Werdegang
Benjamin Frederick besuchte die öffentlichen Schulen seiner Heimat. Im Jahr 1857 ging er nach Marysville, wo er nach Gold suchte. 1859 zog er nach Marshalltown in Iowa. Dort war er zwischen 1865 und 1888 im Maschinenbau und der Stahlgießerei tätig. In seiner neuen Heimat war er zwischen 1874 und 1877 Mitglied im Gemeinderat und wurde drei Mal in den Bildungsausschuss dieser Gemeinde berufen.
Politisch war Frederick Mitglied der Demokratischen Partei. Bei den Kongresswahlen des Jahres 1882 unterlag er knapp dem Republikaner James Wilson. Frederick legte aber gegen den Wahlausgang Beschwerde ein. Diese wurde aber aus politischen Gründen, so lange aufgeschoben, dass erst am letzten Tag der Legislaturperiode des 1882 gewählten Kongresses, am 3. März 1885, eine Entscheidung zu Gunsten von Frederick getroffen wurde. Dieser konnte dann noch die letzten Stunden dieser Legislaturperiode als Abgeordneter im Repräsentantenhaus verbringen. Da er aber bei den Kongresswahlen des Jahres 1884 regulär im fünften Wahlbezirk von Iowa in das US-Repräsentantenhaus in Washington, D.C. gewählt wurde, konnte er zwischen dem 4. März 1885 und dem 3. März 1887 eine volle Legislaturperiode im Kongress absolvieren. Im Jahr 1886 verzichtete er auf eine erneute Kandidatur.
Nach dem Ende seiner Zeit im Repräsentantenhaus zog Benjamin Frederick im Jahr 1887 nach San Diego in Kalifornien. Dort wurde er im Immobiliengeschäft tätig. Zwischen 1893 und 1902 arbeitete er auch für die dortige Steuerbehörde. Er starb am 3. November 1903 in seiner neuen Heimatstadt San Diego.